# Michael Bukowsky
Michael Bukowsky (* 21. Jänner 1944 in Wien) ist ein österreichischer Jurist und Schauspieler.

## Leben
Michael Bukowsky begann seine berufliche Laufbahn als promovierter Jurist, ehe er zur Schauspielerei wechselte. Einem breiten Publikum wurde er in der Rolle des Kriminalinspektors Hollocher bekannt, die er zwischen 1984 und 1996 in 26 Folgen der vom Österreichischen Rundfunk (ORF) produzierten Tatort-Beiträge spielte. Danach leitete er sieben Jahre das Besetzungsbüro des ORF und weitere 15 Jahre dessen Theaterredaktion. Bukowsky war darüber hinaus als Sänger tätig und ist für zahlreiche Künstlerporträts bekannt.

## Filmografie
- 1987: Höchste Eisenbahn
- 1993: Wenn der Hahn kräht
- Tatort
  - 1984: Der Mann mit den Rosen
  - 1985: Fahrerflucht
  - 1985: Des Glückes Rohstoff
  - 1985: Nachtstreife
  - 1986: Strindbergs Früchte
  - 1986: Das Archiv
  - 1986: Die Spieler
  - 1986: Alleingang
  - 1986: Wir werden ihn Mischa nennen
  - 1986: Der Tod des Tänzers
  - 1987: Die offene Rechnung
  - 1987: Superzwölfer
  - 1987: Wunschlos tot
  - 1987: Der letzte Mord
  - 1987: Atahualpa
  - 1988: Feuerwerk für eine Leiche
  - 1989: Geld für den Griechen
  - 1989: Blinde Angst
  - 1990: Seven Eleven
  - 1991: Telefongeld
  - 1992: Kinderspiel
  - 1993: Stahlwalzer
  - 1994: Ostwärts
  - 1995: Die Freundin
  - 1996: Kolportage
  - 1996: Mein ist die Rache
- 2018: Alt, aber Polt

## Hörspiele
- 1975: Null Uhr null Minuten und null Sekunden – Autor: Dieter Wellershoff – Regie: Tamas Ferkai
- 1976: Das Brot der Jahre – Autor: Lorenz Mack – Regie: Tamas Ferkai
- 1977: Hörfunken – Autor: Gert Jonke – Regie: Tamas Ferkai